# Babići (Czarnogóra)
Babići  (cyr. Бабићи) – wieś w Czarnogórze, w gminie Plužine. W 2003 roku liczyła 8 mieszkańców.